# 칭화 유니그룹
칭화 유니그룹(Tsinghua Unigroup Co., Ltd.)은 200개 이상의 자회사로 구성된 다양한 포트폴리오를 감독하는 주주 그룹이다. 자회사는 반도체, 정보통신기술, 금융 및 보험, 교육, 부동산 투자 및 개발 등 다양한 분야에서 사업을 운영하고 있다.

## 개요
칭화 유니그룹에는 New H3C Technologies, UNISOC Communications Co, Guoxin Micro 및 UniCloud Technology Co. 등 5개의 주요 자회사가 있다. 기타 자회사로는 Unisplendour Corp Ltd.와 스마트카드, RFID용 마이크로 커넥터 설계 및 제조 회사인 프랑스 소재 Linxens가 있다.
미국 기술 기업 인텔은 칭화 유니그룹의 UNISOC 자회사 지분 20%를 소유하고 있다. 이는 칭화 유니그룹이 팹리스 반도체 회사인 Spreadtrum Communications와 반도체 부품 제조업체인 RDA Microelectronics를 인수한 결과이다. 칭화 유니그룹은 칭화 유니그룹이 지분 51%를 인수한 후 설립된 H3C Technologies Co라는 이름으로 휴렛 팩커드 엔터프라이즈(HPE)와 합작 회사를 운영하고 있다.